# Ré
Nélson Ricardo Gomes Alves Santos, meglio noto come Ré (Lisbona, 4 ottobre 1985), è un giocatore di calcio a 5 portoghese.

## Carriera
Ré ha partecipato, con la nazionale portoghese, alla Coppa del Mondo 2016 in cui ha messo a segno una rete nella semifinale persa per 2-5 contro l'Argentina.

## Palmarès
- Campionato portoghese: 2
Sporting CP: 2009-10
Benfica: 2014-15
- Coppa del Portogallo: 1
Benfica: 2014-15, 2016-17
- Supertaça Portuguesa: 2
Benfica: 2015, 2016